# Sư tử biển Steller
Sư tử biển Stellar (danh pháp khoa học: Eumetopias jubatus) là một loài sư tử biển trong họ Otariidae, bộ Ăn thịt. Loài này được Schreber mô tả năm 1776.
Loài này sinh sống ở phía bắc Thái Bình Dương. Đây là một loài bị đe dọa và cũng là loài duy nhất của chi sư tử biển ở phía bắc Thái Bình Dương (Eumetopias). Loài này cũng là loài lớn nhất của họ Sư tử biển hiện còn tồn tại. Trong số những loài động vật có chân màng sinh sống ở biển, loài này chỉ thua kém về kích thước và trọng lương trước hải mã và voi biển. Loài này được đặt theo tên nhà tự nhiên học Georg Steller Wilhelm - người đầu tiên mô tả chúng vào năm 1741. Sư tử biển Steller đã thu hút sự chú ý đáng kể trong những thập kỷ gần đây do số lượng của chúng đang giảm đi nhanh chóng và không giải thích được tại khu vực phân bố chủ yếu của chúng là vùng Bắc Alaska.

## Mô tả
Cá thể Sư tử biển Steller trưởng thành có màu lông nhạt và sáng hơn so với phần lớn những loài Sư tử biển khác, và giữa các cá thể đồng loại cũng có sự khác nhau, có thể thay đổi từ màu vàng nhạt cho đến màu hung hung và đôi khi là cả màu hơi đỏ. Con non khi sinh ra gần như là màu đen, nặng khoảng 23 kg và vẫn giữ nguyên màu lông tối đó trong vài tháng. Cá thể đực và cái đều phát triển rất nhanh chóng cho đến khi được sáu tuổi, khi đó những con cái sẽ bắt đầu phát triển chậm lại cho đến kích thước tối đa là khoảng 2,5 m chiều dài và 300 kg trọng lượng. Những con đực tiếp tục phát triển nhanh chóng cho đến khi những đặc điểm sinh dục phát triển hoàn chỉnh, thường là vào độ tuổi từ năm cho đến tám. Những con đực to lớn hơn so với con cái. Con cái có chiều dài trung bình khoảng 2,3–2,9 m (7,5–9,5 ft), trung bình 2,5 m, cân nặng 240–350 kg (530–770 lb), trung bình nặng 263 kg (580 lb). ngực rộng hơn, cổ và đầu gắn liền.
Những con đực cũng dễ nhận biết bởi trán rộng và cao hơn, mũi phẳng hơn và cân nặng 450–1.120 kg (990–2.470 lb), trung bình 544 kg (1.199 lb).; chúng cũng có màu sắc sẫm hơn với một vùng lông kết chùm quanh cổ, khiến chúng trông như có bờm (do đó mà được gọi là Sư tử biển).

## Khu vực phân bố
Phạm vi phân bố của sư tử biển Steller kéo dài từ quần đảo Kuril và biển Okhotsk ở Vịnh Alaska phía bắc, và đảo Ano Nuevo ngoài khơi trung tâm California. Chúng trước đây cũng từng sinh sống tại những khu vực ở xa về phía nam quần đảo Channel, nhưng đã không còn được quan sát thấy tại đó từ những năm 1980. Dựa trên những đặc tính di truyền và các mô hình di cư địa phương, số lượng sư tử biển Steller trên toàn cầu được chia thành hai phân loài, một ở phương Đông và một ở phương Tây phân biệt theo kinh độ 144 oW. Những bằng chứng gần đây cho thấy sư tử biển ở Nga trong vùng biển Okhotsk và các đảo Kuril bao gồm một phân loài thứ ba ở châu Á, trong khi sư tử biển trên bờ biển phía đông Kamchatka và quần đảo Commander thuộc về phân loài của phương Tây.
Vào mùa hè, sư tử biển Steller thường có xu hướng thiên di về phía nam, do đó mặc dù không được xác nhận là phân bố tại Nhật Bản nhưng chúng vẫn có thể được bắt gặp tại một số vùng biển ở ngoài khơi Hokkaido vào mùa đông và mùa xuân.

## Hình ảnh

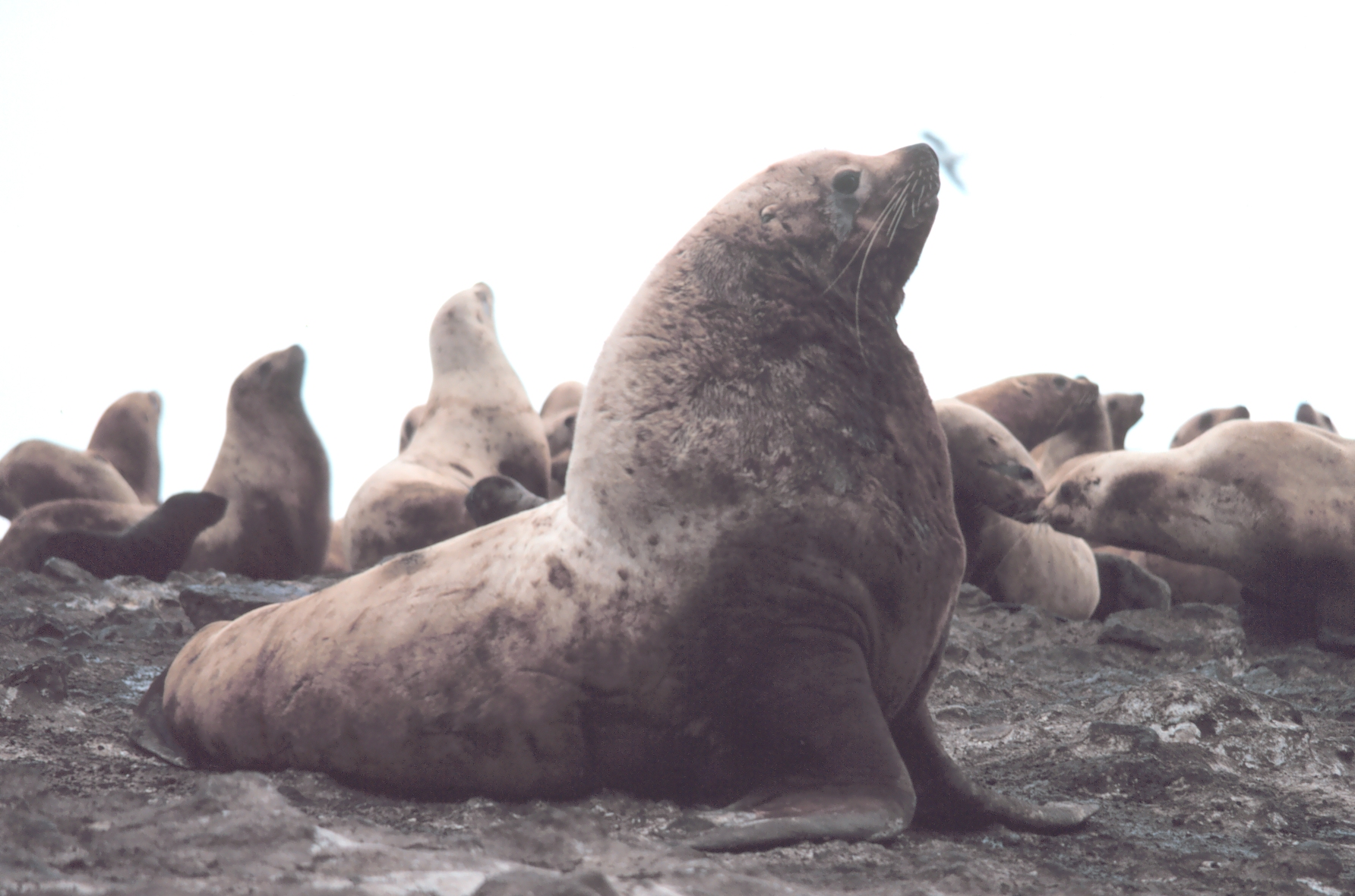
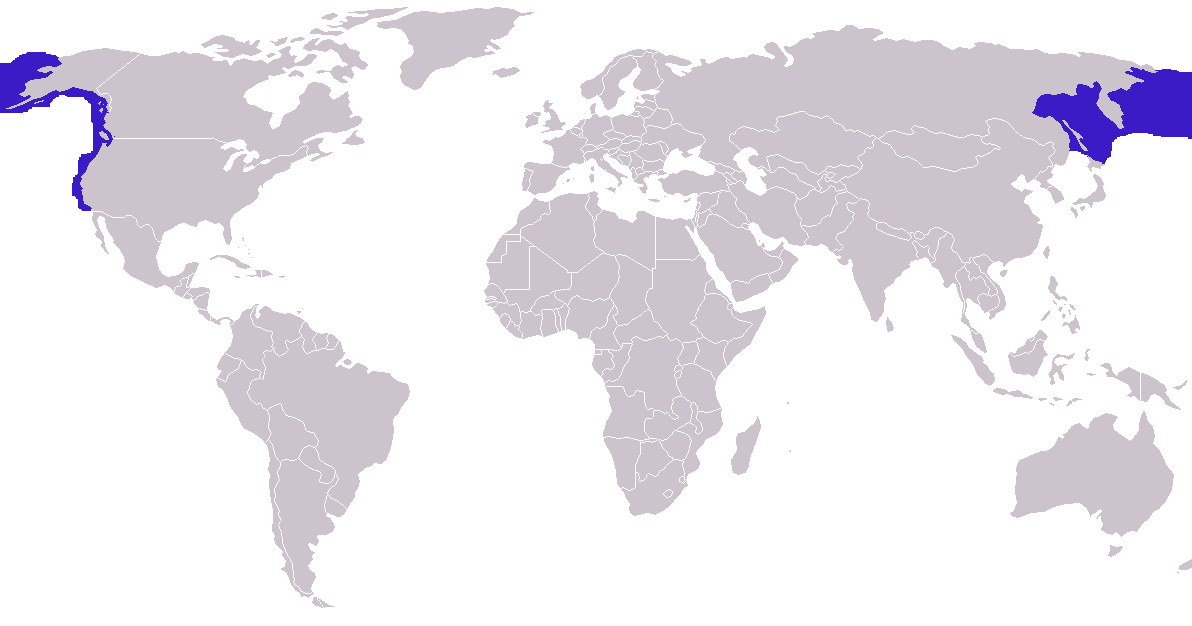
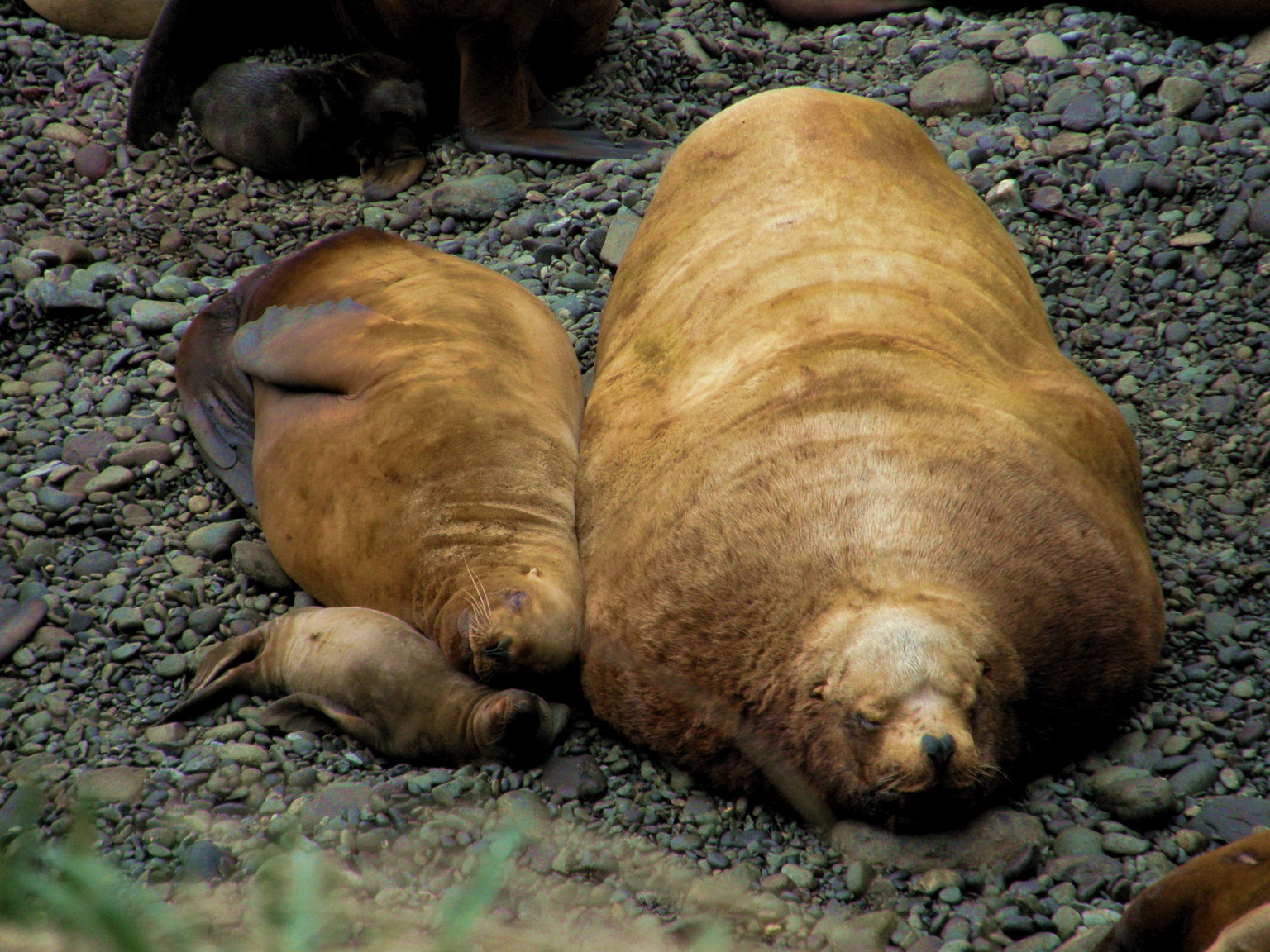
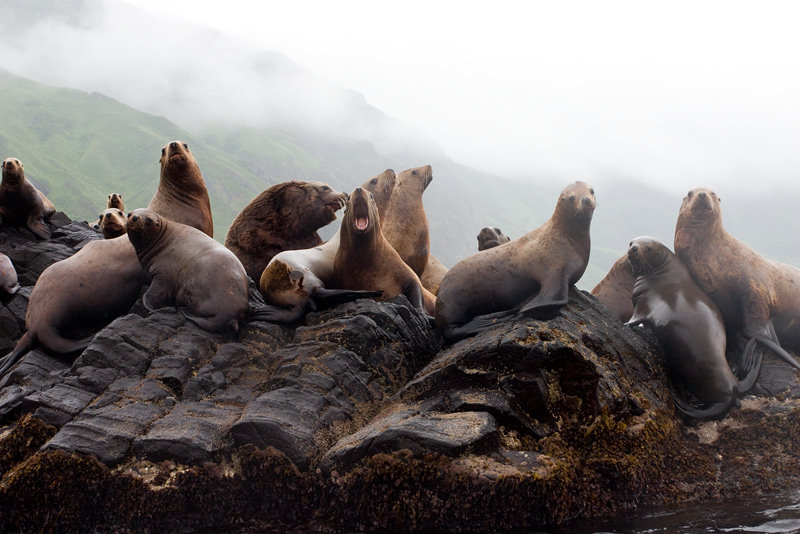